# Hjógo prefektúra
 Hjógo prefektúra Japánban, a Honsú szigeten, Kanszai régióban fekszik. Fővárosa Kóbe.

## Városok
29 város található ebben a prefektúrában.
| - Aioi - Akasi - Akó - Amagaszaki - Aszago - Asija - Avadzsi - Himedzsi - Itami - Kakogava - Kaszai - Kató - Kavanisi | - Kóbe (főváros) Csúó-ku Higasinada-ku Hjógo-ku Kita-ku Nada-ku Nagata-ku Nisi-ku Szuma-ku Tarumi-ku - Miki - Minamiavadzsi - Nisinomija | - Nisivaki - Ono - Szanda - Szaszajama - Siszó - Szumoto - Takarazuka - Takaszago - Tamba - Tacuno - Tojooka - Jabu |

## Kisvárosok és falvak

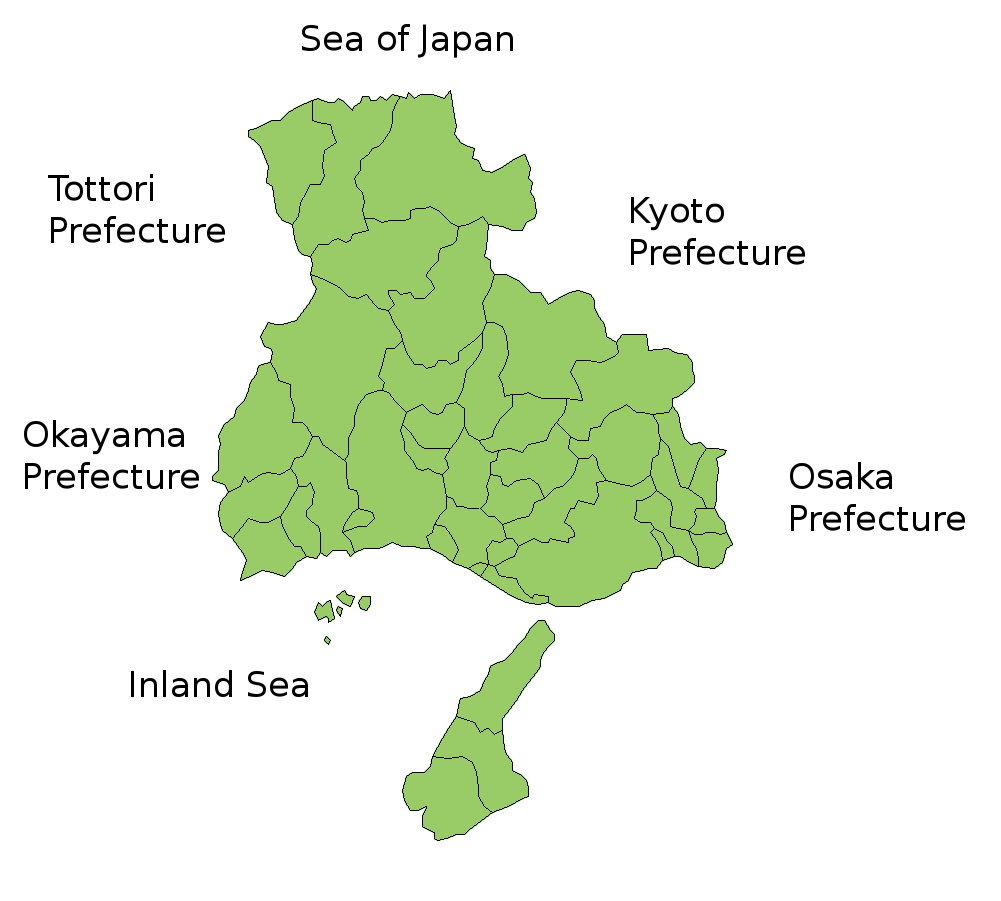
Hjógo prefektúra térképe

| - Akó körzet Kamigóri - Ibo körzet Taisi - Kako körzet Harima Inami | - Kanzaki körzet Fukuszaki Icsikava Kamikava - Kavabe körzet Inagava | - Mikata körzet Kami Sinonszen - Szajó körzet Szajó - Taka körzet Taka |

## Külső hivatkozások
- Hjógó prefektúra hivatalos honlapja
- Hyōgo prefecture tourist guide
- Hyōgo Business & Cultural Center